# Ибрагимбеков, Рустам Мамед Ибрагим оглы
Руста́м Маме́д Ибраги́м оглы́ Ибрагимбе́ков (азерб. Rüstəm Məmməd İbrahim oğlu İbrahimbəyov; 5 февраля 1939, Баку — 10 марта 2022, Москва) — советский, российский и азербайджанский писатель, кинодраматург и кинорежиссёр, Народный писатель Азербайджана (1998), Заслуженный деятель искусств Азербайджанской ССР (1976) и Российской Федерации (1995), Лауреат Государственных премий Российской Федерации (1993, 1996, 1998, 2000), СССР (1981) и Азербайджанской ССР (1980), профессор. Брат писателя Максуда Ибрагимбекова.

## Биография
Рустам Ибрагимбеков родился 5 февраля 1939 года в Баку в семье выходца из Шемахы профессора искусствоведения Мамеда Ибрагим Ахмед оглы Ибрагимбекова и Фатимы Алекпер кызы Мешадибековой. Родом был из квартала Сарыторпаг города Шемахи.
По национальности — азербайджанец.
В 1963 году окончил Азербайджанский институт нефти и химии, а затем продолжил учёбу в аспирантуре Института кибернетики Академии наук СССР в Москве.
Имеет несколько научных трудов по теории систем автомобильного управления. 
В 1967 году окончил Высшие сценарные курсы (мастерская Сергея Герасимова), а в 1974 году Высшие режиссёрские курсы во ВГИКе.
2 июля 2013 года Рустам Ибрагимбеков был выдвинут единым кандидатом от оппозиционного Национального совета демократических сил (НСДС) на выборах президента Азербайджана. 4 июля ради участия на выборах отказался от российского гражданства, так как согласно статье 100 Конституции Азербайджанской Республики президентом Азербайджанской Республики может быть избран гражданин Азербайджанской Республики, не имеющий двойного гражданства.
Скончался 10 марта 2022 года в Москве, в возрасте 83 лет. Похоронен на I Аллее почётного захоронения в Баку.

## Кинодеятельность
Известность пришла к Рустаму Ибрагимбекову после того, как он в соавторстве с Валентином Ежовым написал сценарий к фильму «Белое солнце пустыни», который сразу после выхода на экраны обрёл в СССР популярность.
Основа творческих отношений Ибрагимбекова с режиссёром Никитой Михалковым была заложена в начале 1970-х годов, когда Михалков снял свой первый фильм «Спокойный день в конце войны» по сценарию Ибрагимбекова. Результатом их творческого содружества стал целый ряд получивших международное признание работ: «Урга. Территория любви» — удостоен главного приза Венецианского кинофестиваля «Золотой лев», Государственной премии Российской Федерации; «Утомлённые солнцем» — картина, получившая «Оскара» за лучший иностранный фильм, Гран-при жюри Каннского кинофестиваля, Государственную премию Российской Федерации; и «Сибирский цирюльник», также получивший Государственную премию.
Рустам Ибрагимбеков создал сценарии более 40 художественных и телевизионных фильмов, и практически все его литературные произведения были экранизированы. Создал в Баку первую детскую киношколу, которая занимала почётные места во многих кинофестивалях.
Председатель Конфедерации Союзов кинематографистов стран СНГ и Балтии, секретарь СКР, председатель Московского еврейского кинофестиваля, председатель Союза кинематографистов Азербайджана, член Европейской киноакадемии «Феликс» и Американской академии киноискусства, член СПР.
В 1989 году Ибрагимбековым была основана кинокомпания «Ибрус» (Ибрагимбеков Рустам), занимающаяся производством художественных и документальных фильмов.
25 января 2012 года Ибрагимбеков выступил с заявлением, в котором объявил об отказе от французского Ордена искусств и литературы и уходе с должности президента Общества культурных связей «Азербайджан—Франция». Поводом для этого послужило решение Сената Франции, предполагающее уголовную ответственность за отрицание геноцида армян. Ибрагимбеков подчеркнул антитурецкую направленность закона, отметив, что этот закон лишает французов элементарного гражданского права на свободу самовыражения.
Член Союза кинематографистов России, член правления гильдии кинорежиссёров России.

## Литературная и театральная деятельность
В литературу Ибрагимбеков пришёл в 1962 году, когда в республиканской комсомольской газете «Молодёжь Азербайджана» был опубликован его рассказ «Хлеб без варенья». С тех пор его публикации были систематическими.
Написал 15 пьес, поставленных более чем в 100 театрах разных стран мира. Пьесы — «Женщина за зелёной дверью», «Похороны в Калифорнии», «Дом на песке», «Похожий на льва» — с большим успехом шли в Праге, Берлине, Софии, Будапеште, Нью-Йорке («Circle Repertory Theatre», 1987), Баку и Москве. Он автор 10 книг и сборников «Ультиматум» (1983), «Проснувшись с улыбкой» (1985), «Дача» (1988), «Избранные повести» (1989), «Солнечное сплетение» (1996) и др., которые разошлись тиражом свыше 500 тысяч экземпляров. Создал театр «Ибрус».
10 апреля 2025 года открылся İBRUS Hall, творческий центр имени Рустама Ибрагимбекова. 

## Личная жизнь
Супруга — Шохрат Салман кызы Ибрагимбекова, сын Фуад (род. 1972).
От актрисы Азербайджанского государственного академического русского драматического театра Людмилы Духовной — дочь Фатима, 1974 г.р..
Сын — Фархад  (род. 2005), мать - Эфендиева  Лала Камил  кызы, директор Фонда 100-летия мирового кино в Азербайджане.

## Премии и награды
- Орден «За заслуги перед Отечеством» III степени (9 февраля 1999 года) — за большой вклад в развитие отечественного киноискусства[18]
- Орден Дружбы (6 декабря 2019 года) — за большой вклад в развитие отечественной культуры и искусства, многолетнюю плодотворную деятельность[19]
- Орден «Слава» (4 февраля 1999 года, Азербайджан) — за заслуги в развитии азербайджанской литературы и кинематографии[20]
- Командор ордена Искусств и литературы (2000, Франция, отказался от ордена в 2012 году)
- Заслуженный деятель искусств Российской Федерации (28 декабря 1995 года) — за заслуги в области искусства[21]
- Народный писатель Азербайджана (23 мая 1998 года) — за большие заслуги в развитии азербайджанского издания[22]
- Заслуженный деятель искусств Азербайджанской ССР (23 декабря 1976 года) — за заслуги в развитии советского киноискусства и в связи с 60-летием азербайджанского кино[23]
- Заслуженный деятель искусств Автономной Республики Крым (7 сентября 2009 года) — за многолетний добросовестный труд, высокий профессионализм, развитие международных культурных связей и в связи с 10-летием со дня основания Международного телекинофорума «Вместе»[24]
- премия Ленинского комсомола (1979) — за сценарии кинофильмов «Белое солнце пустыни» (1969), «Повесть о чекисте» (1969) и пьесы «Дом на песке» (1976), «Допрос, или Момент истины» (1978)
- Государственная премия Азербайджанской ССР (22 апреля 1980) — за сценарий фильма «День рождения» (1978)
- Государственная премия СССР (5 ноября 1981) — за сценарий фильма «Допрос» (1979)
- Государственная премия Российской Федерации в области литературы и искусства 1993 года (7 декабря 1993 года) — за художественный фильм «Урга — территория любви» [25].
- Государственная премия Российской Федерации (27 мая 1996 года) — за художественный фильм «Утомлённые солнцем»[26]
- Государственная премия Российской Федерации в области литературы и искусства 1997 года (6 июня 1998 года) — за художественный фильм «Белое солнце пустыни»[27]
- Государственная премия Российской Федерации 1999 года в области киноискусства (9 июня 2000 года) — за художественный фильм «Сибирский цирюльник»[28]
- Грамота Содружества Независимых Государств (1 июня 2001 года) — за активную работу по укреплению и развитию Содружества Независимых Государств[29]
- Почётная грамота Московской городской Думы (11 марта 2009 года) — за заслуги перед городским сообществом[30]
- Почётная грамота Республики Дагестан (6 сентября 2014 года) — За большой вклад сохранение культурного наследия создание фильма «Мой Дагестан. Исповедь»[31]
- Почётная грамота Президиума Верховной Рады Автономной Республики Крым (19 сентября 2008 года) — за значительный вклад в развитие международных культурных связей, активное участие в организации и проведении Международного телекинофорума «Вместе»[32]
- Персональная стипендия Президента Азербайджанской Республики (2 октября 2002 года)[33]
- Почётный член РАХ[34]
- Гран-при МТФ стран СНГ «Содружество» (1998)
- Премия «Золотой апельсин» за прижизненные достижения (2011)[35]
- Главный приз за лучший игровой фильм Межрегионального фестиваля «Евразийский калейдоскоп» (2000)
- Премия «Ника» за лучший фильм стран СНГ и Балтии («Глазами призрака») — 2011 год[36]
- Премия «Ника» «Честь и достоинство» имени Э. А. Рязанова (2021)[37][38]
- Золотая медаль «Театральный деятель»[азерб.] (2006, Союз театральных деятелей Азербайджана)[39]
- Медаль «За творческие успехи» (2008, международный телекинофорум «Вместе»)[40]
- Памятная медаль «Карел Крамарж» (2009 год, Чехия)[41]

### Повести
- «Забытый август» (1974)
- «Спокойный день»
- «На 9-й Хребтовой»
- «Деловая поездка»

### Пьесы
- «Женщина за зелёной дверью» (1971)
- «Похожий на льва» (1972)
- «Своей дорогой» (1973)
- «Забытый август» (1974)
- «Прикосновение» (1974)
- «Дом на песке» (1975)
- «Побег (Путешественники)» (1975)
- «Момент истины» (1978)
- «Парк» (1979)
- «Похороны в Калифорнии» (1981)
- «Семейный круг» (1982)
- «Ультиматум» (1983)
- «Под музыку Вивальди (Отель „Забвение“)» (1984)
- «Выстрел за барханами» (1985; в соавт. с В. Ежовым)
- «Кабинетная история» (1985)
- «Крыса» (2002)
- «Утро туманное» (2019)

### Рассказы
- 1962 — «Хлеб без варенья»

## Фильмография

### Режиссёрские работы
- 1976 — Сюита (новелла в фильме «В один прекрасный день»)
- 1992 — Вальс золотых тельцов (совместно с Мурадом Ибрагимбековым)
- 1996 — Человек, который старался
- 1998 — Семья
- 2001 — Телефон доверия
- 2010 — Глазами призрака

### Сценарист
- 1969 — В этом южном городе
- 1969 — Белое солнце пустыни (совместно с В. И. Ежовым)
- 1969 — Повесть о чекисте
- 1970 — Спокойный день в конце войны
- 1973 — И тогда я сказал — нет… (по повести «Забытый август»)
- 1976 — Сердце… сердце…
- 1976 — Сюита (новелла в фильме «В один прекрасный день»)
- 1977 — День рождения
- 1978 — Стратегия риска
- 1978 — Дачный домик для одной семьи
- 1979 — С любовью пополам
- 1979 — Допрос
- 1980 — Структура момента
- 1981 — Перед закрытой дверью
- 1982 — Деловая поездка
- 1983 — Тайна корабельных часов
- 1984 — Парк
- 1985 — Я ей нравлюсь
- 1986 — Храни меня, мой талисман
- 1987 — Свободное падение
- 1987 — Пощёчина, которой не было
- 1987 — Другая жизнь
- 1987 — Филёр
- 1988 — Дикарь
- 1989 — Храм воздуха
- 1990 — Автостоп (совместно с Н. С. Михалковым)
- 1990 — Увидеть Париж и умереть
- 1991 — Семь дней после убийства
- 1991 — Урга. Территория любви (совместно с Н. С. Михалковым)
- 1993 — Разрушенные мосты (Азербайджан-США)
- 1994 — О, Стамбул
- 1994 — Утомлённые солнцем (совместно с Н. С. Михалковым)
- 1996 — Человек, который старался
- 1998 — Семья
- 1998 — Сибирский цирюльник (совместно с Н. С. Михалковым)
- 1999 — Восток-Запад (совместно с С. С. Бодровым)
- 2000 — Балалайка (совместно с Ы. Ёзгентюрком)
- 2000 — Мистерии (совместно с М. К. Калатозашвили)
- 2001 — Сердце медведицы (совместно с Н. Ф. Батуриным)
- 2001 — Телефон доверия
- 2004 — Кочевник
- 2004 — Ночь светла
- 2005 — Али и Нино
- 2006 — Прощай, южный город!
- 2008 — Райские птицы
- 2010 — Глазами призрака
- 2011 — Неистовый, яростный, бешеный…
- 2015 — Кавказское трио

### Продюсер
- 1989 — Такси-блюз
- 1990 — Дюба-дюба
- 1993 — Разрушенные мосты (Азербайджан—США)
- 1998 — Семья
- 2004 — Кочевник
- 2010 — Глазами призрака